# Joe Ferguson
Joseph Carlton Ferguson Jr (Alvin, 23 aprile 1950) è un ex giocatore di football americano statunitense che ha giocato nel ruolo di quarterback nella National Football League (NFL). Al college giocò a football all'Università dell'Arkansas.

## Carriera professionistica
I Buffalo Bills scelsero Ferguson nel terzo giro del Draft NFL 1973. Rimase con essi fino al 1984, dopo di che giocò per tre stagioni coi Detroit Lions, due coi Tampa Bay Buccaneers e l'ultima con gli Indianapolis Colts.
Ferguson finì nella top ten per passaggi tentati cinque volte, quattro volte per passaggi completati e yard passate, per passaggi da touchdown sei volte e yard medie per tentativo quattro volte. Ad un certo punto della carriera condivise, assieme a Ron Jaworski, il record NFL con 107 partenze come quarterback titolare consecutive, finché fu sostituito da Joe Dufek il 30 settembre 1984. Su quattro gare di playoff disputate, ne vinse solo una contro i New York Jets nel 1981.
La migliore stagione di Ferguson fu quella del 1975, quando guidò alla pari di Fran Tarkenton, la NFL con 25 passaggi da touchdown e fece registrare un passer rating di 81,3. Superò i 20 passaggi da touchdown in altre tre stagioni (1980, 1981 & 1983).
Ferguson è uno dei pochi quarterback ad essere immediatamente partiti come titolari come rookie, vincendo quattro delle sue prime sei gare. L'unico altro giocatore che può vantare questo primato è stato Matt Ryan con gli Atlanta Falcons nel 2008.

## Palmarès
- Leader della NFL in passaggi da touchdown: 1

1975
- Buffalo Bills Wall of Fame

## Statistiche
| Yard passate  | 29.817 |
| Touchdown     | 196    |
| Intercetti    | 209    |
| Passer rating | 68,4   |